# Greylisting
Greylisting (lub graylisting), szara lista – metoda ochrony kont poczty elektronicznej przed spamem. Serwer poczty, który używa metody szarej listy, odrzuca maile od nierozpoznanych nadawców przy pierwszej próbie ich dostarczenia. Ponieważ odrzucenie maila realizowane jest poprzez zwrócenie serwerowi nadawcy kodu błędu oznaczającego tymczasowe problemy z odebraniem maila, to jeśli taka wiadomość została przesłana ze stałego serwera poczty, to zgodnie ze specyfikacją protokołu pocztowego, serwer ten po pewnym czasie (zależnym od ustawień serwera nadawcy) ponowi próbę wysłania wiadomość, która tym razem zostanie przyjęta przez serwer odbiorcy. Jeśli poczta pochodzi z serwera rozsyłającego spam, na ogół nie jest wysyłana ponownie. Na ogół takie serwery działają tymczasowo w celu uniemożliwienia ich identyfikacji i umieszczeniu w DNSBL.

## Pochodzenie nazwy
Określenie greylisting pochodzi z połączenia słów (ang. grey, listing), czyli szary i wykaz, lista - pośredni między czarnym a białym analogicznie do istniejących białych i czarnych list. Oznacza to, że mechanizm jest czymś pośrednim między biała listą (ang. whitelisting) i czarną listą (ang. blacklisting). Nadawcy znajdujący się na białej liście są automatycznie akceptowani, natomiast na czarnej - odrzucani. Szara lista jest czymś pośrednim - najpierw odrzuca nadawcę, a potem go akceptuje.

## Jak to działa
Protokół SMTP przewiduje dwa rodzaje błędów: tymczasowe i permanentne. Tymczasowy błąd jest sygnalizowany, kiedy serwer chwilowo nie może przyjąć przesyłki (bo np. chwilowo zabrakło miejsca na dysku serwera albo inny program blokuje skrzynkę odbiorcy), ale możliwe że przyjmie ją później. Błąd permanentny oznacza, że przesyłka nie może zostać przyjęta ani teraz ani później (bo np. odbiorca nie istnieje). Jeżeli błąd jest tymczasowy, to serwer, który próbuje dostarczyć wiadomość, będzie co jakiś czas próbował dostarczyć ją ponownie. Szara lista tymczasowo odrzuca wiadomości od nieznanych nadawców. Jeżeli nadawca po ustalonym czasie ponowi próbę wysłania przesyłki, to trójka (najczęściej) składająca się z nadawcy, odbiorcy i adresu IP wysyłającego serwera zostanie na ustalony czas dopisana do listy zaufanych trójek. Kolejna próba dostarczenia przesyłki pasująca do zapisanej trójki powiedzie się bez sygnalizowania tymczasowego błędu.
Szara lista działa dlatego, że serwery spamerów najczęściej nie zapisują nigdzie informacji, że dany serwer tymczasowo odmówił przyjęcia przesyłki. Traktują taką odmowę jak permanentną.

## Kolejność dostarczania wiadomości
Ponieważ szara lista nie działa w oparciu o np. identyfikator wiadomości, zatem dość często zdarza się, iż odbiorca otrzymuje  wiadomości od nadawcy znajdującego się na szarej liście w innej kolejności niż ten je wysłał. Dzieje się tak dlatego, iż pierwsza z wiadomości zostaje tymczasowo odrzucona i umieszczona przez serwer nadawcy w kolejce do powtórnej wysyłki, zaś kolejna nadchodząca od nadawcy wiadomość jest przez serwer odbiorcy traktowana już jako kolejna próba nadawcy i przyjmowana od razu. Po jakimś czasie (zależnym od ustawień serwera nadawcy) pierwsza wiadomość jest wysyłana powtórnie i również jest już przyjmowana bez opóźnień. Jest to normalne zjawisko w przypadku serwerów, które stosują szarą listę.